# Akram Abdul Ghanee
Akram Abdul Ghanee (Male, 19 marzo 1987) è un calciatore maldiviano, difensore del Maziya e della nazionale maldiviana.

## Carriera

### Club
Ha giocato nella massima serie maldiviana.

### Nazionale
Nel 2007 ha esordito in nazionale.

## Statistiche

### Cronologia presenze e reti in nazionale
| Cronologia completa delle presenze e delle reti in nazionale ― Maldive | Cronologia completa delle presenze e delle reti in nazionale ― Maldive | Cronologia completa delle presenze e delle reti in nazionale ― Maldive | Cronologia completa delle presenze e delle reti in nazionale ― Maldive | Cronologia completa delle presenze e delle reti in nazionale ― Maldive | Cronologia completa delle presenze e delle reti in nazionale ― Maldive | Cronologia completa delle presenze e delle reti in nazionale ― Maldive | Cronologia completa delle presenze e delle reti in nazionale ― Maldive |
| Data                                                                   | Città                                                                  | In casa                                                                | Risultato                                                              | Ospiti                                                                 | Competizione                                                           | Reti                                                                   | Note                                                                   |
| ---------------------------------------------------------------------- | ---------------------------------------------------------------------- | ---------------------------------------------------------------------- | ---------------------------------------------------------------------- | ---------------------------------------------------------------------- | ---------------------------------------------------------------------- | ---------------------------------------------------------------------- | ---------------------------------------------------------------------- |
| 5-9-2019                                                               | Dededo                                                                 | Guam                                                                   | 0 – 1                                                                  | Maldive                                                                | Qual. Mondiali 2022                                                    | -                                                                      |                                                                        |
| 10-9-2019                                                              | Male                                                                   | Maldive                                                                | 0 – 5                                                                  | Cina                                                                   | Qual. Mondiali 2022                                                    | -                                                                      | 40’, 82’                                                               |
| 14-11-2019                                                             | Male                                                                   | Maldive                                                                | 1 – 2                                                                  | Filippine                                                              | Qual. Mondiali 2022                                                    | -                                                                      | 23’                                                                    |
| 19-11-2019                                                             | Male                                                                   | Maldive                                                                | 3 – 1                                                                  | Guam                                                                   | Qual. Mondiali 2022                                                    | -                                                                      |                                                                        |
| 11-6-2021                                                              | Sharjah                                                                | Cina                                                                   | 5 – 0                                                                  | Maldive                                                                | Qual. Mondiali 2022                                                    | -                                                                      | Cap.                                                                   |
| 13-10-2021                                                             | Malé                                                                   | India                                                                  | 3 – 1                                                                  | Maldive                                                                | SAFF Championship 2021 - 1º turno                                      | -                                                                      | Cap.                                                                   |
| 9-11-2021                                                              | Colombo                                                                | Sri Lanka                                                              | 4 – 4                                                                  | Maldive                                                                | Amichevole                                                             | 1                                                                      | Cap.                                                                   |
| Totale                                                                 |                                                                        | Presenze                                                               | 7                                                                      |                                                                        | Reti                                                                   | 1                                                                      |                                                                        |